# CFD X 900

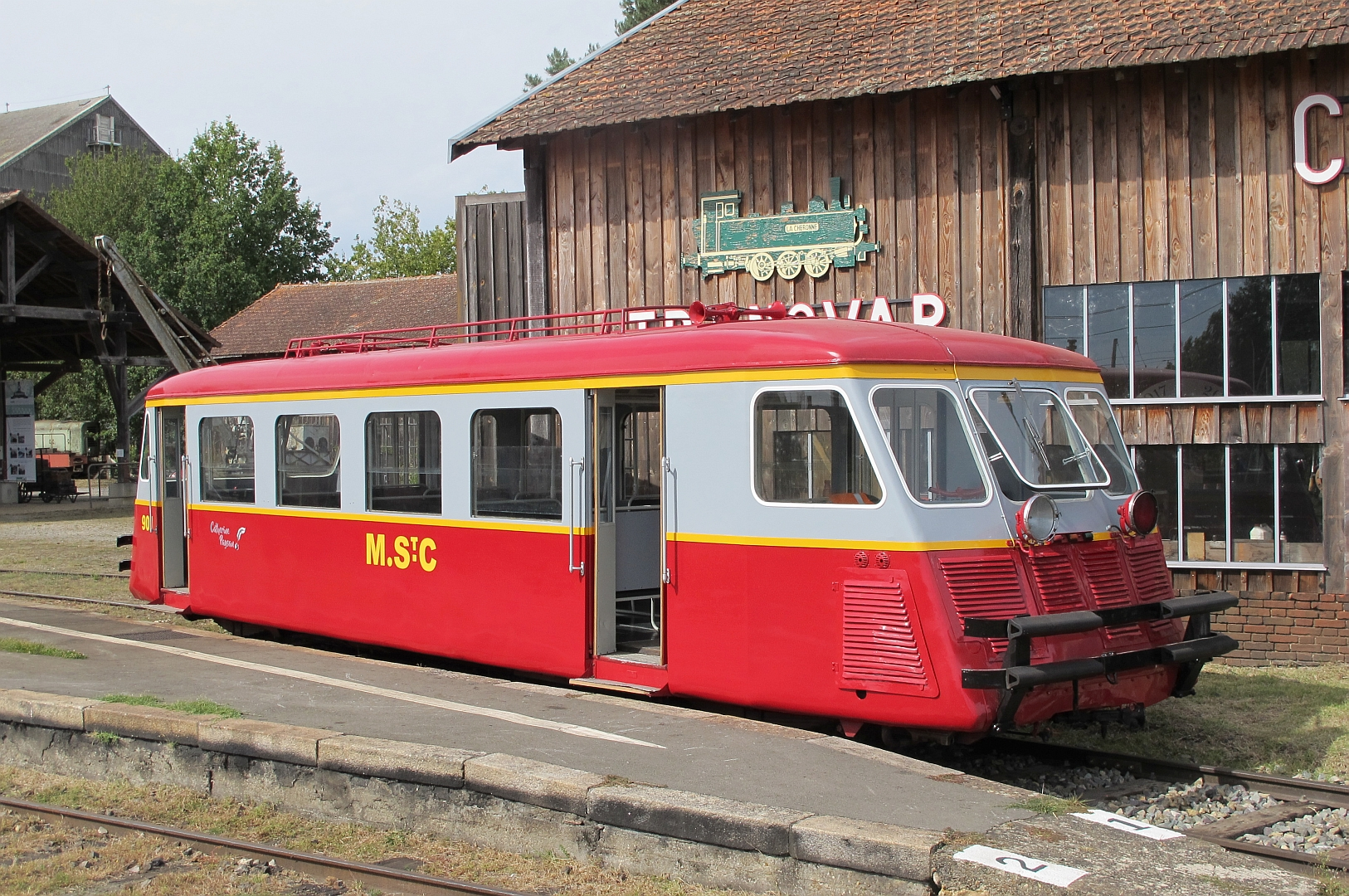
Triebwagen X 901 der Museumsbahn Chemin de fer touristique de la Sarthe

Die Baureihe X 900 sind Schienenbusse (Autorails) der französischen Chemins de Fer Départementaux (CFD), die ursprünglich für deren normalspurige Bahnstrecken bestimmt waren. Später verkehrten sie teilweise im Auftrag beziehungsweise angemietet durch die französische Staatsbahn Société Nationale des Chemins de Fer Français (SNCF) auch auf deren Streckennetz. Insgesamt wurden 16 Stück gebaut, mehrere davon blieben erhalten. Der Triebwagen X 903 ist vom französischen Staat als Kulturgut anerkannt und gilt als Monument historique.

## Hersteller
Die ersten fünf Triebwagen wurden vom Hersteller Établissements Billard aus Tours konstruiert und unter der Bezeichnung A 75 D in den Jahren 1946 und 1949 gebaut. Sie wurden als X 901 bis X 905 in Betrieb gesetzt. Die elf weiteren Triebwagen bauten die Chemins de Fer Départementaux in ihren Werkstätten in Montmirail in den Jahren 1948 bis 1953 nach den Plänen der Établissements Billard selbst. Diese wurden mit X 906 bis X 916 bezeichnet.

## Merkmale
Besonderes Charakteristikum ist der tiefliegende Wagenboden. Dies wurde ermöglicht durch das Anbringen des Motors an einem Wagenende quer zur Fahrzeugachse, wie bei einem mittels Heckmotor angetriebenen Omnibus. Das Fahrgastabteil, ein Großraum mit Mittelgang in Vis-à-vis-Bestuhlung und mit 2+2-Sitzanordnung, befindet sich zwischen den beiden Einstiegen. Die beiden Führerstände sind jeweils in der Mitte am jeweiligen Fahrzeugendes angeordnet. Der sich auf der Seite des Motors befindende Führerstand ist infolge der Anordnung des Motors und des Getriebes leicht erhöht auf einem Podest. Auf dem Wagendach befindet sich ein Gepäckabteil ähnlich den zeitgenössischen Omnibussen. Dies konnte beidseitig über eine Leiter erreicht werden.
Die ersten Fahrzeuge hatten anfänglich keine Kupplung und verkehrten allein. Um den Einsatz zusammen mit baugleichen Fahrzeugen zu ermöglichen, wurde nachträglich eine für die damalige Zeit bei Straßenbahnen typische Trompetenkupplung nachgerüstet. Die weiteren Fahrzeuge besaßen diese Kupplung von Beginn an. Dies ermöglichte später den Einsatz mit baugleichen Beiwagen, die aus einzelnen demotorisierten Fahrzeugen derselben Baureihe entstanden.

## Besonderheiten
Vorführfahrten und letztendlich auch der Einsatz auf dem Streckennetz der SNCF führten infolge der geringen Sitzplatzzahl nicht zur Beschaffung einer größeren Fahrzeugserie durch die Staatsbahn.
Konstruktive Elemente wie der tiefliegende Wagenboden und der am Wagenende quer zur Fahrtrichtung angeordnete Dieselmotor mit mechanischer Kraftübertragung flossen jedoch in die unter Regie der Fédération Nationale des Cheminots (FNC) durchgeführte Entwicklung der SNCF-Baureihe X 5600 („FNC“ bzw. „Pou du rail“) ein. Diese Fahrzeuge wurden von 1947 bis 1953 gebaut, an ihrer Entwicklung und deren Bau war neben zwei weiteren Unternehmen auch Billard beteiligt. Im Unterschied zur Baureihe X 900 hatte die Baureihe X 5600 jedoch deutlich mehr Sitzplätze, einen Mitteleinstieg und nur einen Führerstand, der sich in einer Kanzel erhöht an einem Wagenende befand.
Diese Form prägte auch die späteren SNCF-Baureihen X 5500 und X 5800, auch „Mobylettes“ oder „U150“ genannt, die von 1950 bis 1954 gebaut wurden, sowie die deutlich größeren Fahrzeuge der SNCF-Baureihe X 3800 („Picasso“), die zwischen 1950 und 1961 entstanden.

## Verbleib
Museal erhalten sind:

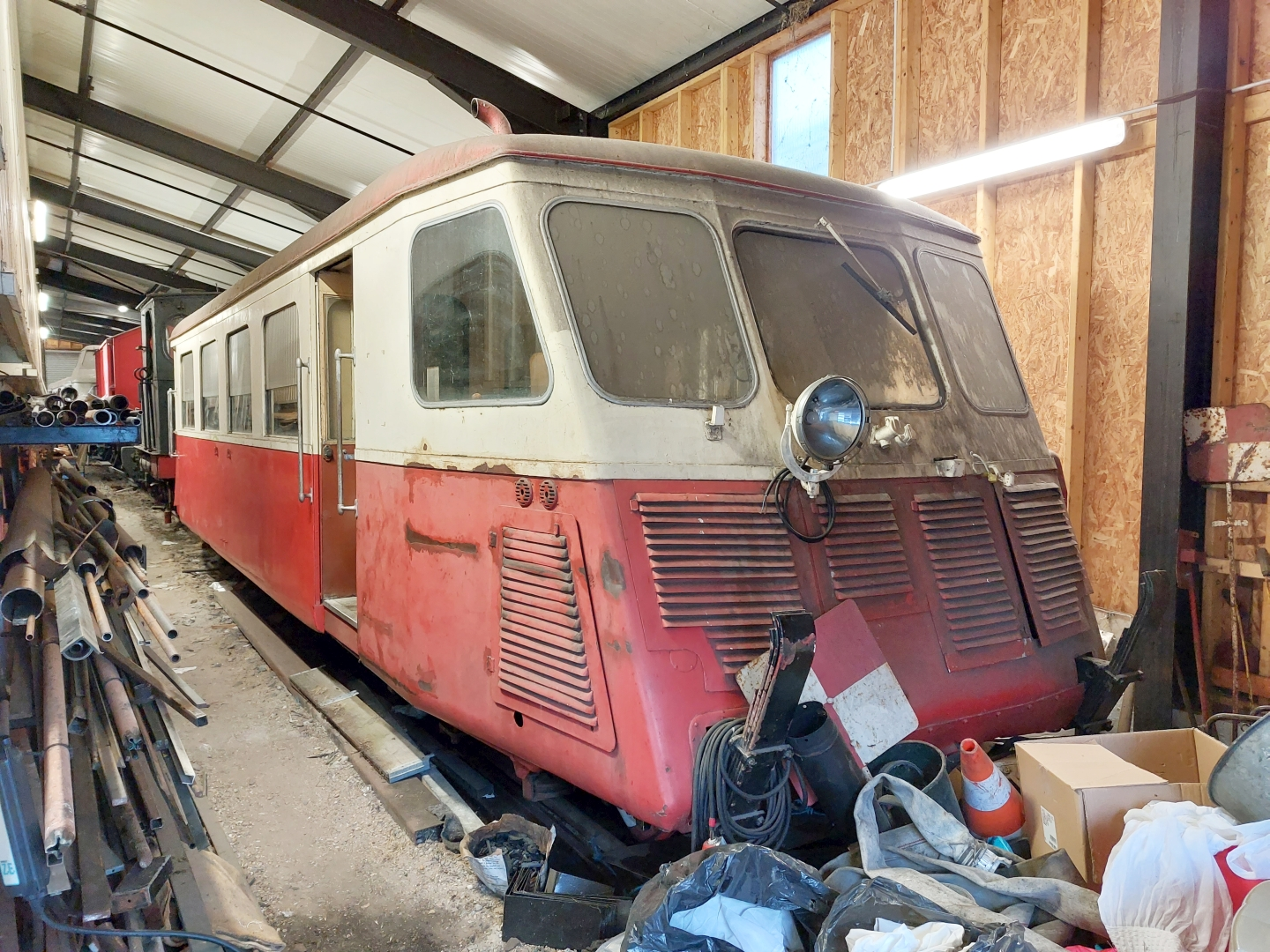
X 902 während der Restaurierung beim Train des mouettes (2023)

- X 901 beim Chemin de fer touristique de la Sarthe
- X 902 beim Rotonde ferroviaire de Montabon in Montval-sur-Loir
- X 903 beim Chemin de fer touristique de la Sarthe in Beillé
- X 907 beim Chemin de fer touristique de la Sarthe
- X 915 beim Train touristique du Livradois-Forez